# Dawn Upshaw
Dawn Upshaw (Nashville (Tennessee), 17 juli 1960) is een Amerikaans sopraan.

## Loopbaan
Dawn Upshaw begon haar zangcarrière op de middelbare school in Park Forest, Illinois. Ze verkreeg haar BA in 1982 op de Illinois Wesleyan University en ging vervolgens zangtechniek studeren bij Ellen Faull aan de Manhattan School of Music in New York, waar ze in 1984 afstudeerde. Voorts volgde ze cursussen bij Jan DeGaetani aan de Aspen (Colorado) Music School. Ze won de Young Concert Artists auditions (1984) aan de Walter W. Naumburg Foundation en was verbonden aan het Metropolitan Opera ontwikkelingsprogramma voor jonge artiesten. Sinds haar debuut in 1984 heeft Dawn Upshaw meer dan 300 uitvoeringen in en met de Metropolitan Opera gegeven.
In 1993 werd Dawn Upshaw internationaal bekend met haar opname van de Derde symfonie (Symfonia pieśni żałosnych - Symfonie van klaagliederen) van Henryk Górecki met London Sinfonietta onder dirigent David Zinman, die een bestseller werd en zelfs in diverse hitparades terechtkwam. Ze zong bij de première van de opera El Niño van John Adams en de opera Ainadamar en de cyclus Ayre van Osvaldo Golijov. Voorts zong ze de titelrol in George Gershwins Oh, Kay! en heeft ze een album opgenomen met songs van Vernon Duke. Haar samenwerking met de dirigent James Levine leidde in 1997 tot de opname van liederen van Claude Debussy.
Ze gaat regelmatig op tournee met de pianist Richard Goode. Ook met Margo Garrett en Gilbert Kalish werkt ze al langere tijd samen. Ze heeft ook dikwijls met Peter Sellars gewerkt, onder meer bij een uitvoering van Georg Friedrich Händels Theodora op het Glyndebourne Festival en zijn Parijse productie van Igor Stravinsky's The Rake's Progress.

## Prijzen en onderscheidingen
- 2014 Grammy Award voor beste klassieke vocale solist: Winter Morning Walks (Maria Schneider)
- 2007 MacArthur Fellowship
- 2006 Grammy Award voor de beste opera-opname: Osvaldo Golijov: Ainadamar (Fontein van tranen)
- 2003 Grammy Award voor de beste kamermuziekuitvoering: het Kronos Quartet & Dawn Upshaw voor de opname van de Lyrische suite van Alban Berg
- 1991 Grammy Award voor de beste klassieke vocale solist: The Girl with Orange Lips (Falla, Ravel, etc.)
- 1989 Grammy Award voor de beste klassieke vocale solist: Knoxville - Summer of 1915 (Barber, Menotti, Harbison, Stravinsky)